# 卜漱和
卜漱和（1942年—），汉族，中华人民共和国政治人物、第十一届全国政协委员。
加入中国国民党革命委员会，担任水利部水利水电规划设计总院教授级高级工程师。2008年，当选第十一届全国政协委员，代表中国国民党革命委员会，分入第三组。并担任人口资源环境委员会专委。